# Pujiang (Jinhua)
Pujiang (chin. 浦江县; Pinyin: Pǔjiāng Xiàn) ist ein Kreis der bezirksfreien Stadt Jinhua in der chinesischen Provinz Zhejiang. Die Fläche beträgt 916,3 Quadratkilometer und die Einwohnerzahl 460.726 (Stand: Zensus 2020). 1999 wurden im Kreis 378.051 Einwohner gezählt.